# Ambalangoda
Ambalangoda (syng. අම්බලන්ගොඩ, tamil. அம்பலாங்கொட) – miasto w zachodniej części Sri Lanki, nad Oceanem Indyjskim. Położone jest w dystrykcie Galle w Prowincji Południowej. Główny ośrodek wyrobu tradycyjnych lankijskich drewnianych masek. W mieście znajdują się dwa muzea masek – Ariyapala and Sons mask Museum i Ariyapala Traditional Masks. Przy obu muzeach działają sklepy.